# Künstler:innengruppe Winterthur
Die Künstler:innengruppe Winterthur ist ein Zusammenschluss von professionellen bildenden Künstlern aus der Stadt und Region Winterthur. Die Gruppe wurde – nach einem bereits 1915 erfolgten Aufruf des späteren ersten Präsidenten Emil Spühel – am 5. April 1916 unter anderem von Fritz Bernhard mitgegründet und umfasst heute rund 80 Künstler. Die Gruppe wird seit 2017 von einem Kollektiv geführt, das das bisherige Präsidialsystem abgelöst hat.

## Tätigkeit
Die Gruppe fühlt sich keiner bestimmten Stil- oder Kunstrichtung verpflichtet. Hauptsächliche Aktivitäten sind die Organisation von Ausstellungen, Werkstatt- und Podiumsgesprächen zu zeitgenössischer Kunst und das Engagement für die Belange der bildenden Kunst in der Region. Sie versteht sich als Schalt- und Vernetzungsstelle zwischen Kunstmuseum, der Stadt, der Öffentlichkeit, Gönnern, Sponsoren und den Kunstschaffenden selbst.
Wichtigstes Ereignis sind die seit 1916 alljährlich organisierten jurierten Dezemberausstellungen im Kunstmuseum Winterthur. Diese sind traditionell dem künstlerischen Schaffen der Region gewidmet und folgen seit 2011 dem Konzept, jeweils im jährlichen Wechsel eine breiter angelegte Übersichtsausstellung (im Kunstmuseum und der Kunsthalle Winterthur) und eine kuratierte Focus-Ausstellung (im Kunstmuseum) zu zeigen.

## Geschichte
Die Künstler:innengruppe wurde im Kontext des Baus des Kunstmuseum Winterthur als Künstlergruppe Winterthur gegründet. Nach einem Rundschreiben des späteren Gründungspräsidenten Emil Spühel im Mai 1915 an die Winterthurer Kunstschaffenden kam es am 5. April 1916 im Restaurant Steinbock durch 30 Anwesende zur Gründung der Kunstgruppe. Zu den aktiven Mitgliedern der ersten Generationen gehörten damals u. a. Emil Spühel, Jean Affeltranger, Fritz Bernhard, Emil Bollmann, Albert Bosshard, Oscar Ernst, Jakob Herzog, Fritz Hildebrandt, Alfred Kolb, Werner Meyer, Hans Schoellhorn, Gustav Weiss und Rudolf Wening, die in den ersten Jahren einen kameradschaftlichen Austausch pflegten. Mit der Unterstützung des von Mäzenen und Sammlern geprägten Kunstvereins, der 1848 selbst als Künstlergesellschaft gegründet wurde, konnte die Künstlergruppe sich fortan jeweils im Rahmen der Dezemberausstellung im Kunstmuseum präsentieren. Dort steht der Gruppe ab 1916 im Ostflügel auch ein Aktsaal zur Verfügung, der später auch mit einer Druckerpresse ausgestattet wurde und das Vereinsarchiv beherbergte. Der Sammler und Laienkünstler Georg Reinhart, ein älterer Bruder von Oskar Reinhart, besuchte regelmässig die dort stattfindende Aktklasse, die wöchentlich von der Künstlergruppe veranstaltet wurde. Weiter war die Unterstützung der Kunstschaffenden in der finanziell schwierigen Nachkriegszeit ein Thema, wo die Gruppe auch massgeblich vom Kunstverein unterstützt wurde.
Um mehr Wirkung zu entfalten, gab die Künstlergruppe 1923 einen Kalender mit grafischen Blättern heraus (1943 wurde ein zweiter Kalender herausgegeben). Zu dieser Zeit hatte die Künstler:innengruppe strenge Aufnahmekriterien, bei genügender Reife eine dreimalige Einladung zur Dezemberausstellung und eine Aufnahme an der Generalversammlung mittels einer Zweidrittelmehrheit vorsah. An diesen Aufnahmebedingungen scheiterte 1926 mit Max Bill einer der bekanntesten Winterthurer Künstler, da er zu dieser Zeit noch Schüler war und ihm eine Aufnahme in die Gruppe entsprechend verweigert wurde. Ab 1933 führt die Künstlergruppe nach Zürcher Vorbild Schaufensterausstellungen in der Marktgasse durch, die Künstlergruppe umfasste zu diesem Zeitpunkt rund 50 Mitglieder.
Ab 1940 stellt der Kunstverein der Künstlergruppe den ersten Stock für seine Dezemberausstellung zur Verfügung und überträgt dieser fortan die Durchführung der Dezemberausstellung. Dadurch erhält auch die Aufnahme jüngerer Kunstschaffende mehr Gewicht, was bis 1958 zu Generationenkonflikten innerhalb der Künstlergruppe zwischen mit der noch im Kunstverein vertretenen Gründergeneration führt. In den 1960er-Jahren lässt sich eine Öffnung der Mitglieder von figürlicher zu ungegenständlicher Kunst feststellen, ab den 1970er-Jahren kommt es durch Manfred Schoch, Ernst Brassel, Ulrich Elsener, Heinz Müller-Tosa und Rainer Alfred Auer zu Neueintritten von Vertretern der Konkreten Malerei. 1971 umfasste die Künstlergruppe 28 Mitglieder mit sechs Kandidierenden in der Aufnahmephase.
1979 fordern Theo Spinnler, Werner Hurter, Theo Hurter, Thomas Stamm und Bendicht Fivian entgegen der Statuten der Künstlergruppe eine gemeinsame Aufnahme in die Künstlergruppe. Mit einer Gegenausstellung zur Dezemberausstellung in der Galerie ge und einer Installation Spinnlers im Stadtgarten, die einer Vandalismusaktion zum Opfer fällt, protestieren sie gegen die nach ihrer Ansicht nach «zünftische» Organisation der Künstlergruppe. Drei Jahre später kommt es als Folge hiervon 1982 zur Gruppenaufnahme der Künstler und es wird eine Gästekommission gegründet, die sich proaktiv auf Talentsuche begibt und mit Winterthur verbundene Kunstschaffende zur Dezember-Ausstellung einlädt.
1987 wird in Winterthur auf Initiative der Künstlergruppe zusammen mit der Stadt und der Kulturstiftung Winterthur in der Eulachhalle erstmals eine unjurierte Ausstellung ausgerichtet, heute gehört diese alle drei bis vier Jahre stattfindende Ausstellung zum festen Kulturprogramm Winterthurs. Ab 1992 übernimmt das Kunstmuseum selbst die Dezember-Ausstellung und lädt hierzu Gäste ein und führt die Jurierung durch.
In neuerer Zeit nutzte die Künstler:innengruppe von 2011 an während mindestens vier Jahre im Rahmen des Raiffeisen Kunstforum Winterthur das Foyer der Raiffeisenbank Winterthur für Ausstellungen. Seit 2023 kann die Künstler:innengruppe das obere Stockwerk der Sulzer-Halle 710 beim Eulachpark für Ausstellungen benutzen. Damit hat die Gruppe das erste Mal in ihrer Geschichte einen eigenen Ausstellungsraum.

## Ehemalige und aktuelle Mitglieder (kleine Auswahl)
- Rainer Alfred Auer[17]
- Hans Bach (Bildhauer)
- Irene Curiger[18]
- Heidi Etter
- Hansjörg Flückiger
- Gregor Frehner
- Gustav Gamper
- Katharina Henking
- Hans Hohloch[19]
- Christopher T. Hunziker
- Theo Hurter
- Werner Hurter
- Theres Liechti
- Hans Georg Kägi
- Irma Städtler
- Kaspar Toggenburger
- Michael Rudolf Wening
- Robert Wehrlin
- Rudolf Zender